# Neurigona pseudolongipes
Neurigona pseudolongipes är en tvåvingeart som beskrevs av Negrobov 1987. Neurigona pseudolongipes ingår i släktet Neurigona och familjen styltflugor. Inga underarter finns listade i Catalogue of Life.